# Alírio Neto
Alírio Neto (Piripiri,  26 de setembro de 1959) é um policial e político brasileiro, filiado ao MDB e pré-candidato a deputado federal.
Policial civil no Distrito Federal desde 1982, chegou a delegado e foi administrador do Guará de 1995 a 1997. É pai de 3 filhos, advogado, pós-graduado pela Universidade de Brasília e pela Escola de Governo do Distrito Federal. Eleito deputado distrital por três mandatos, foi convidado a assumir a Secretária de Justiça, Direitos Humanos e Cidadania do Distrito Federal nos períodos de 2008 a 2010 e 2011 a 2014, em dois governos distintos. Presidiu o Comitê de Combate ao Uso de Drogas do Distrito Federal, além de ser gestor do Procon-DF e do Na Hora.

## Biografia
Mudou-se para o Distrito Federal aos 5 anos de idade, morou em Taguatinga quando adolescente e estudou em escolas públicas do Distrito Federal. Filho de um operário e uma costureira da Secretaria de Saúde do Distrito Federal, Alírio cresceu no Distrito Federal e em 1973 passou a morar em Guará, onde reside até os dias de hoje.
Em 1982, passou em concurso público de Agente de Polícia Civil do Distrito Federal e participou da fundação do Sindicato dos Policiais Civis do Distrito Federal, tornando-se Delegado de Polícia Civil posteriormente. Entre 1995 e 1997, foi administrador do Guará.
É formado em direito pelo Centro Universitário do Distrito Federal, sendo pós-graduado pela Universidade de Brasília e também pela Escola de Governo do Distrito Federal, em Vitimologia, Gestão da Segurança Pública e Direito. Alírio foi professor em cursos preparatórias para concursos públicos.
Alírio Neto é deputado distrital pela terceira vez. Eleito para o segundo mandato em 2006, foi Presidente da Câmara Legislativa do Distrito Federal, ocasião em que assumiu interinamente o Governo do Distrito Federal por duas vezes. Em 2010, foi eleito novamente deputado distrital, sendo um dos mais votados do Distrito Federal mas não conseguiu se reeleger em 2014.
Como Secretário de Justiça, Alírio tem vários projetos de sua autoria direcionados a população do Distrito Federal e do entorno, entre eles: o Viva a Vida Sem Drogas, que previne, conscientiza e combate o uso de drogas, por intermédio de palestras, peça de teatro e distribui material informativo, atingindo quase 300 mil pessoas; o Pró-Vítima, que defende os direitos humanos de pessoas vítimas de violência e seus familiares; o Brasília sem Pedofilia, que conscientiza e combate o abuso e exploração de criança e adolescentes; o Alma Gêmea, que realiza casamentos de pessoas carentes; o Viver sem Limites, que promove a inclusão social das pessoas com deficiência física; o Brasília Para Todos, que leva pessoas da terceira idade, deficientes físicos e crianças para conhecer pontos turísticos de Brasília; o Jovem Cidadão, que insere no mercado de trabalho jovens dispensados do serviço militar; entre outros projetos importantes.
Na presidência do Comitê de Combate ao Uso de Drogas do Distrito Federal, Alírio firmou convênios com comunidades terapêuticas para receber e acolher dependentes químicos em todo o Distrito Federal, também trabalhou para ampliar a capacidade de atendimento dos CAPS/AD (Centro de Atendimento Psicossocial/Álcool e Drogas). Alírio é especialista em prevenção ao uso indevido de drogas e há 15 anos ministra palestras para jovens, adolescentes e adultos em escolas públicas, particulares, empresas e entidades de classe, atingindo a mais de 300 mil pessoas. Também encena um monólogo teatral “Pais e Filhos”, que conta a história de um pai que luta para livrar o filho do vício das drogas.
Como deputado suas prioridades estão nas áreas de combate ao uso de drogas, proteção as famílias, proteção as vítimas de violência, defesa dos direitos do cidadão, infraestrutura, esporte e qualidade de vida dos moradores do Distrito Federal.

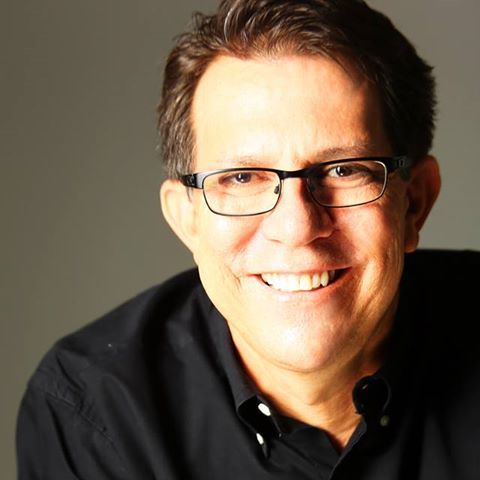
Alírio Neto